# Европейска агенция по лекарствата
Европейската агенция по лекарствата е агенция в рамките на Европейския съюз, която осъществява научен контрол и наблюдение върху безопасността на лекарствата, предназначени за хора и животни.

## История
Създадена е през 1995 г.
От 2004 г. оказва контрол и върху билковите лекарства, а от 2007 г. – и върху лекарствата с разширени терапевтични качества.
През 2012 г. е създаден Комитетът за оценка на риска в областта на фармакологичната бдителност (PRAC). Ролята му е да осигури безопасността на използваните лекарства. Освен него Агенцията има още шест научни комитета.
| „                    | Правилата за фармакологична бдителност са необходими за опазването на общественото здраве с цел да се предотвратяват, откриват и оценяват страничните ефекти от лекарствените продукти, пуснати на пазара на Съюза, тъй като пълният профил на безопасност на лекарствените продукти може да стане известен единствено след като продуктите вече са пуснати на пазара. | “ |
| Директива 2010/84/ЕС | |   |

Счита се, че понятието безопасност е относително и изисква внимателна преценка на съотношението между терапевтичните ползи и потенциалните рискове. Повечето пациенти биха поели риск, ако употребата на лекарство води до по-добър живот. Например жена, страдаща от множествена склероза, след семинар за риска от прогресивна мултифокална левкоенцефалопатия заявява, че не иска на всяка цена да удължи продължителността на живота си, а да направи остатъка от него по-качествен.
От 2015 г. с цел прозрачност Агенцията публикува клиничните данни, които определят съдбата на дадено лекарство. От 2019 г. седалището ѝ е в Амстердам.

## Дейност
Европейската агенция по лекарствата поддържа регистри с лекарствата за употреба в общата и ветеринарната медицина. Тя работи в полза на лекарите, изследователите, пациентите, фармацевтичните компании и здравните експерти с цел да улеснява изследванията, стимулира разработването на нови медикаменти, включително на такива за деца и за хора, страдащи от редки заболявания. Опростява административните процедури чрез въвеждане на централизирана процедура за разрешение, която ускорява достъпа на лекарствени продукти до пациентите в целия Европейски съюз, повишава информираността, следи за безопасността на лекарствата през целия им жизнен цикъл и насърчава обмена на добри практики чрез включването на експерти от целия Европейски съюз.